# تری‌متیل‌سیلیل‌استیلن
تری‌متیل‌سیلیل‌استیلن (به انگلیسی: Trimethylsilylacetylene) یک ترکیب شیمیایی با شناسه پاب‌کم ۶۶۱۱۱ است. شکل ظاهری این ترکیب، مایع بی‌رنگ است.